# Hungerbrunnen (Heldenfingen)
Koordinaten: 48° 35′ 21,5″ N, 10° 3′ 40,6″ O

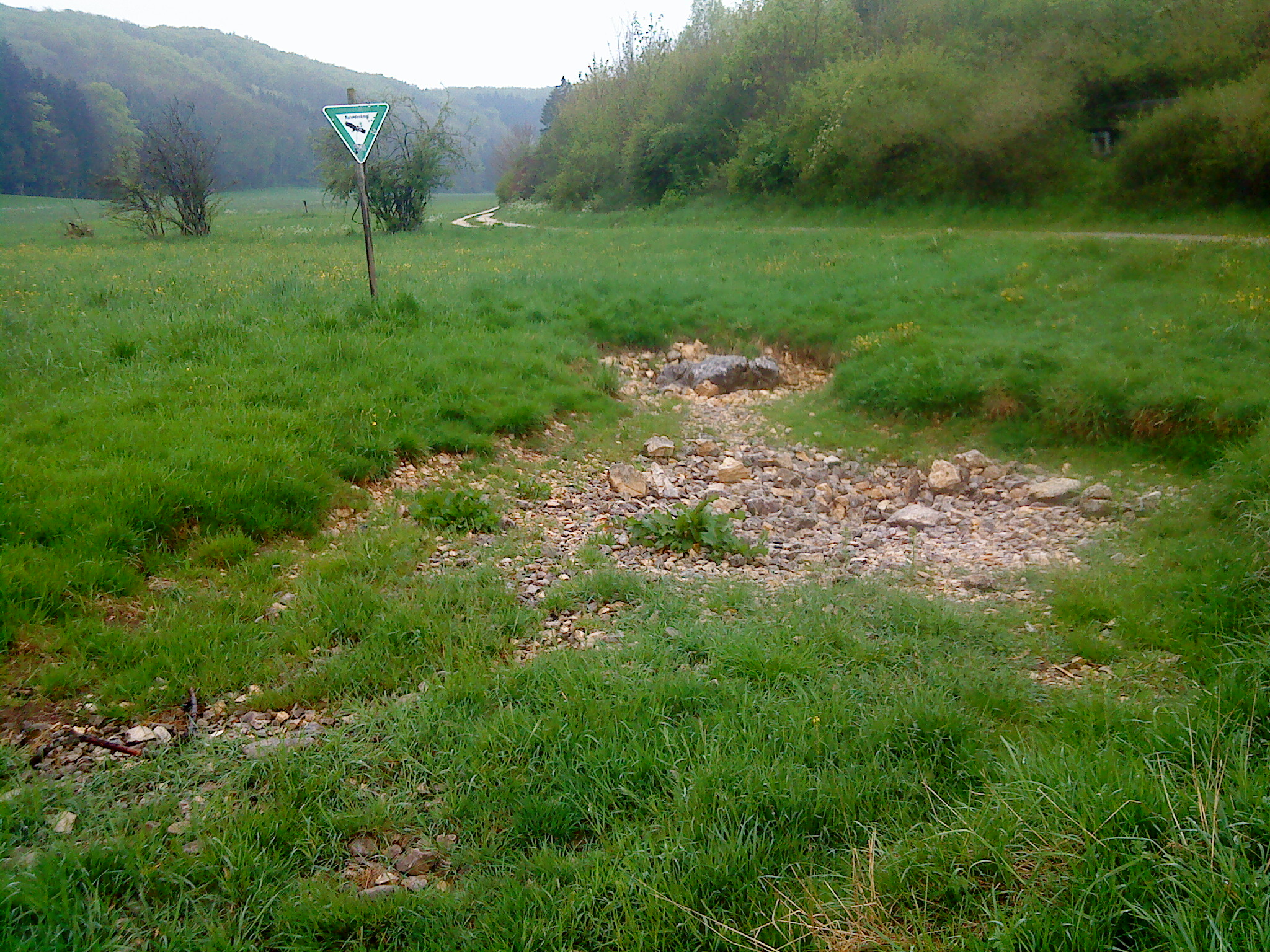
Hungerbrunnen (Mai 2010)

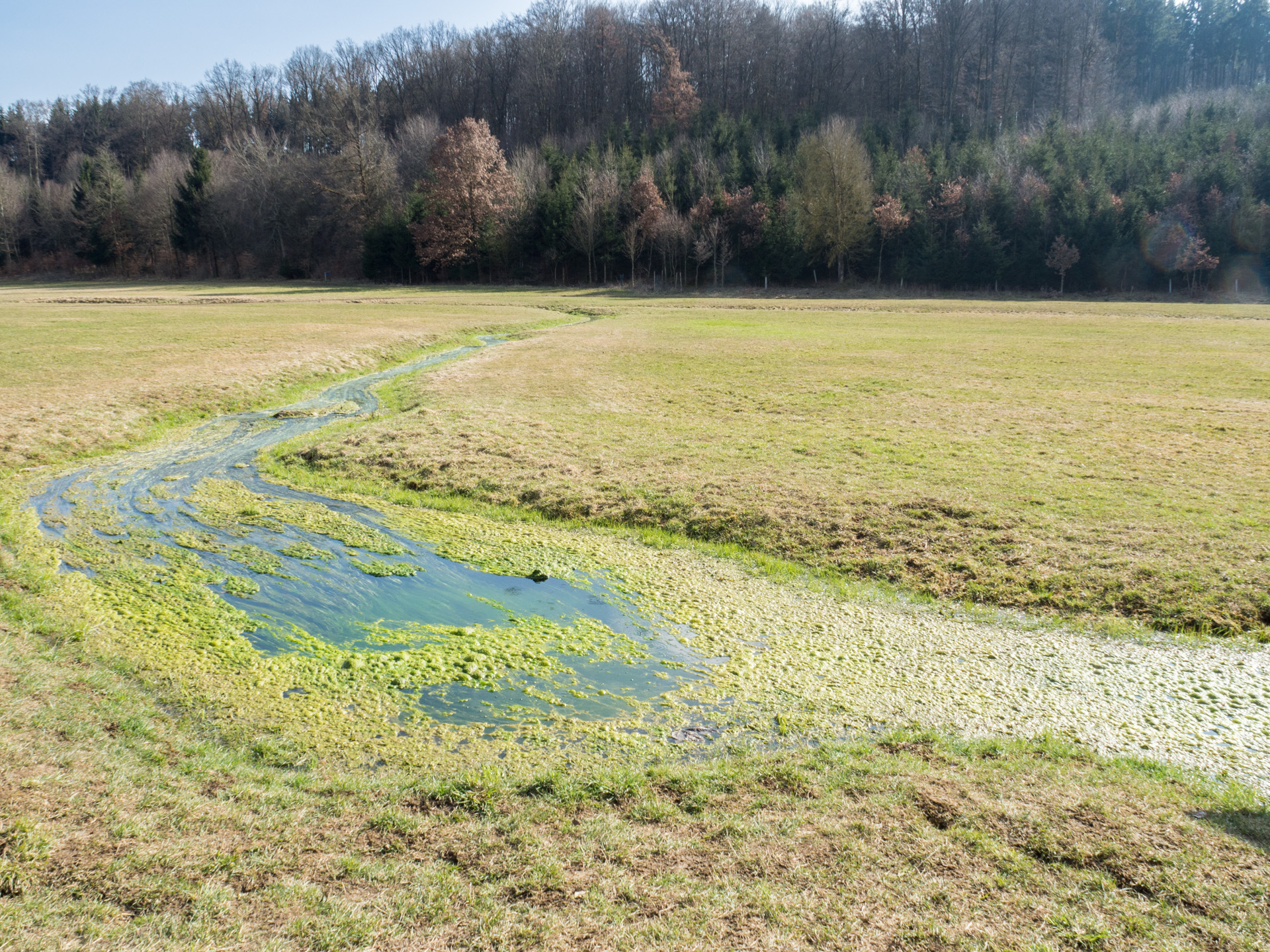
Hungerbrunnenbach, im Vordergrund der Hungerbrunnen (Blick bachabwärts, März 2018)

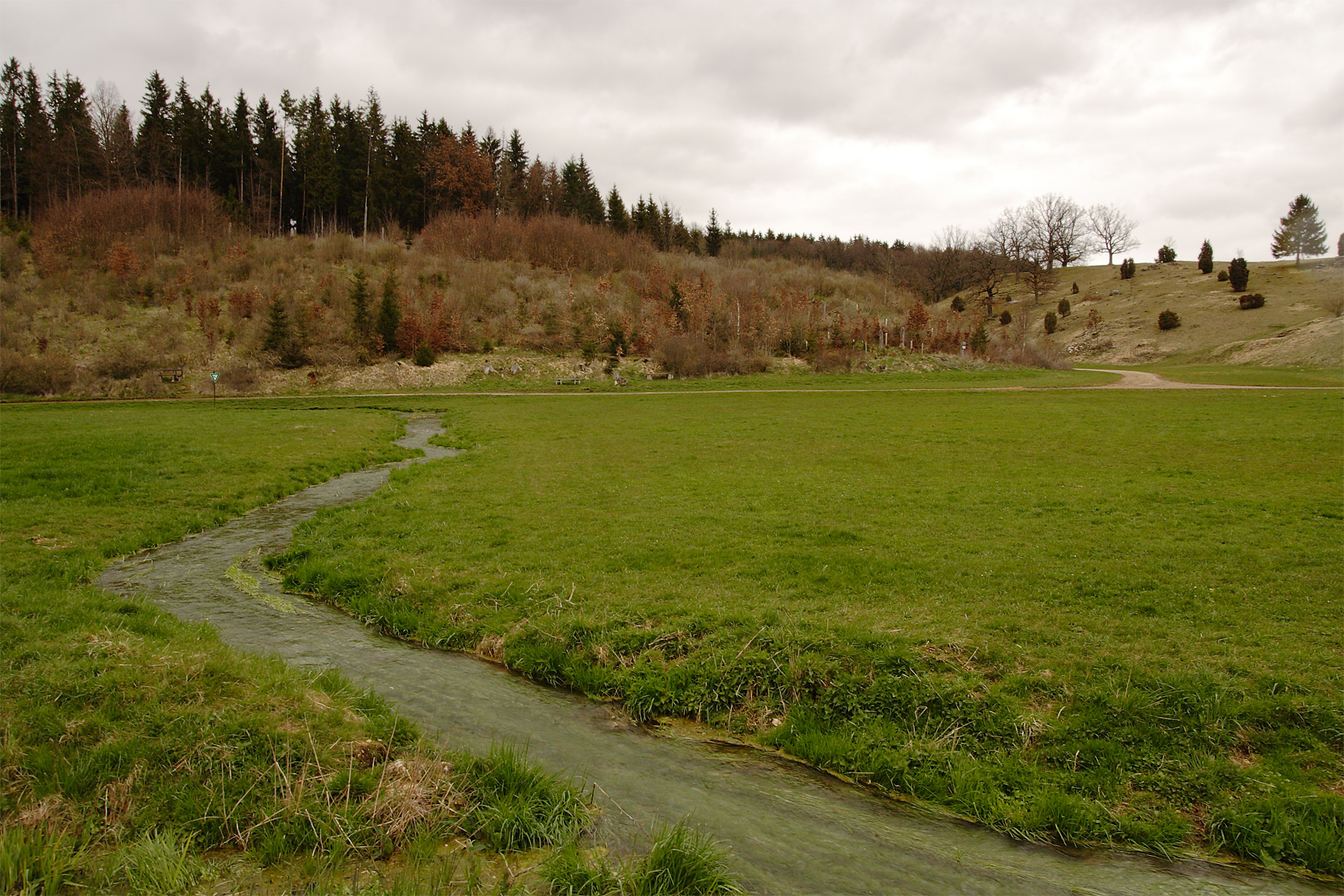
Hungerbrunnental, typische Alb: Trockental, Wacholderheide

Der Hungerbrunnen bei Heldenfingen ist eine periodische Karstquelle auf der Schwäbischen Ostalb, südöstlich von Gerstetten an der Grenze zwischen dem Landkreis Heidenheim und dem Alb-Donau-Kreis. An ihm beginnt der Lauf des meist trockenen Hungerbrunnenbachs.

## Name
Wegen seiner unregelmäßige Schüttung glaubte man früher, dass der Brunnen als Menetekel Missernten, Hungersnöte, Teuerung oder Kriegsgefahr ankünden würde. Außer diesem gibt es noch zahlreiche andere Hungerbrunnen auf der Alb, von denen man Gleiches sagt.
Wegen ihres (zumindest früher) seltenen Anspringens wird diese Karstquelle in der Karstliteratur und der Schwäbischen-Alb-Literatur in Bild und Text oft erwähnt.

## Geographie
Der Hungerbrunnen liegt auf etwa 523 m ü. NHN auf dem ebenen Talboden eines weiten Trockentals auf Heuchlinger Markung, 400 m nordwestlich der Stelle, an der die Landstraße Altheim–Heuchlingen das Trockental quert. Am zwischen den Orten Altheim, Heuchlingen und Heldenfingen liegenden Quellort liegt eine episodisch, also nur nach besonders großen Niederschlagsmengen schüttende Karstquelle. Das dann aus ihm entspringende Gewässer heißt Hungerbrunnenbach und fließt ungefähr südöstlich.
Der Hungerbrunnenbach fließt dann in südöstlicher Richtung der unteren Lone zu durch das nach ihm benannte, von hier an noch etwa 8,5 km lange, 50–90 m breite und flachgründige Hungerbrunnental. Trockental-Zweige teils beträchtlicher Länge laufen diesem schon oberhalb aus Richtungen von Nord über Nordwest bis West zu, wo die Teilorte Zähringen, Sontbergen, Neuburghof und ihr gemeinsamer Hauptort Gerstetten liegen, und vereinigen sich ca. 4,5–2,5 km oberhalb der Quelle, noch im Gassental genannten Talabschnitt oder sogar zuvor. Das  „Hungerbrunnental“ selbst mündet etwa gegenüber von Setzingen in das auf weiten Strecken ebenfalls meist trockene untere Lonetal.

## Hydrogeologie
Die Karstquelle entspringt der Liegenden Bankkalk-Formation, direkt an der Klifflinie, einer an vielen Stellen deutlich in der Alb-Landschaft erkennbaren Geländestufe, die die beiden Kulturräume Kuppenalb und Flächenalb trennt (letzte Brandungsstufe (5–50 m hoch) des miozänen Molassemeeres, OMM).
Das Trockental ist vollkommen eben, die Talflanken sind sanft und niedrig. Aus diesen Reliefeigenschaften kann darauf geschlossen werden, dass Vegetationsdecke, Boden und fluviatile Lockergesteine bis zum festen Kalkgestein darunter nicht tief sind: Laut Binder 1997 wurde der Karstwasserspiegel 1977–1990 an der Grundwassermessstelle 80 m südostwärts des Hungerbrunnens 18 m unter Grund angetroffen, 1912 lag er 32 m tief.
Wenn die Quelle trocken ist, würde sie leicht übersehen, wenn man von der Straße aus die Talwiese betrachtet und nicht aus der Nähe das ca. 5 m lange Schotterbett und die anschließende, quer in die Talmitte führende Abflussrinne im Grasboden sieht.
Wenn der Hungerbrunnen schüttet (Qmax 1939: 700, 1957: 40 l/s), versickert sein Wasser jedoch meistens schon nach weniger als zwei Kilometern wieder. Nur bei anhaltend großer Schüttung erreicht das Wasser die Mündung ins Lonetal. Es gibt nur drei kleine, unbedeutende, ebenfalls trockene Seitentäler. Heutzutage fließt allenfalls Wasser aus den Kläranlagen der nördlich liegenden Orte zu.
In der Beschreibung des Oberamts Heidenheim von 1844 heißt es zum Hungerbrunnen: „In der Regel erfolgt sein Fließen auf einen sehr nassen Sommer und Herbst und dauert 1–2 Jahre. Im vor. Jahrh. soll er einmal 7 Jahre nach einander geflossen seyn.“
Hans Binder hat recherchiert, dass der Brunnen im 20. Jahrhundert dreißig Mal ansprang. Auffällig sei „die Zunahme der aufeinander folgenden Laufjahre seit 30 Jahren. Auch die Jahre, in denen der Hungerbrunnenbach bis zur Lone durchfloss, sind häufiger geworden.“.
Geohydrologische Erklärungen für einen steigenden Karstwasserpegel sind bisher nicht belegt – signifikante Veränderungen der Jahresniederschlagsstatistik ebenfalls nicht. Bekannt ist nur eine Zunahme der Verkarstung (Loneversickerung) der Lone und damit des gesamten Lonegebiets, zu dem das Hungerbrunnental gehört. Auf ihrem ca. 25 km langen West-Ost-Abschnitt zwischen Breitingen und dem Weiler Lontal, kurz vor der Mündung in die Hürbe, fällt die Lone immer häufiger und länger gänzlich trocken, indem sie ihr Wasser an (acht!) starke Quellen und den mächtigen Aquifer im Donauried von Langenau abgibt.

## Überliefertes
Binder 1984, 1997 und Oberamt 1844 berichten über territoriale Herrschaftsverhältnisse und die Entwicklung von Brauchtum auf dem Gelände um den Hungerbrunnen etwa zwischen 1500 und 1800. Direkt am Hungerbrunnen stießen die zur Reichsstadt Ulm gehörende Gemarkung Altheim sowie die zum Herzogtum Württemberg gehörenden Gemarkungen Heldenfingen und Heuchlingen zusammen. Herrschaftsneutral blieb dabei „ein kleiner, ungefähr 40′ langer und 30′ breiter Platz, der in älteren Zeiten mit Marksteinen bezeichnet war und für eine Freistätte galt.“ Durch Dokumente des Ulmer Rats seit 1533 ist belegt, dass die genannten Gemeinden „abwechselnd am Ostermontag und am ersten und zweiten Sonntag nach Ostern einen lustigen Tag mit einem kleinen Markt und Tänzen [feierten], wozu die Spielleute aus den Gemeindekassen bezahlt wurden. Blutige Händel und Unsittlichkeiten aller Art gesellten sich jedes Mal zu diesem Volksfest, doch keine Polizei glaubte sich befugt (…) einzuschreiten.“ „Und ums J. 1730 vereinigten sich endlich Württemberg und Ulm zu gemeinschaftlicher Aufhebung dieser Volkslustbarkeit. Doch ist der alte Brauch nicht ganz untergegangen; noch jetzt kommen am Palmsonntag junge Leute von hier, mehr aber noch von Heldenfingen, auf den Platz[…]“.
Binder berichtet mehrfach, dass sich daraus allmählich der Heldenfinger Brezgamarkt entwickelte, auf dem auch Gesangs-, Musik- und Volkstanzgruppen auftraten. Mit Texten und Fotos (von 1900, 1954, 1957 und 1992) belegt er dies; desgleichen, dass Heldenfingen nach dem Zweiten Weltkrieg die traditionelle Brauchtumsstelle offiziell zu einem Krämermarkt umwandelte. „Daraus ist im Laufe der Jahre eine Großveranstaltung geworden, bei der schon 30.000 Besucher gezählt wurden.“ Der Markt findet jährlich am Palmsonntag statt.

## Schutzstatus
Die Quelle Hungerbrunnen ist ein geschütztes Flächenhaftes Naturdenkmal (Hungerbrunnenquelle FND 81350150040 aus 2005); die Landschaft um das Hungerbrunnental und um die westlich vorlaufenden Trockental-Zweige ist großflächig als Landschaftsschutzgebiet ausgewiesen (Hungerbrunnental LSG 1.35.003 und 4.25.101 aus 1972ff). Außerdem ist der Hungerbrunnen seit 2019 als bedeutendes Geotop und Geopoint des UNESCO Geoparks Schwäbische Alb ausgezeichnet.